# Chester Williams
Pour les articles homonymes, voir Williams.

a Compétitions nationales et continentales officielles uniquement.

b Matchs officiels uniquement.
Dernière mise à jour le 2 février 2010.
Chester Mornay Williams, né le 8 août 1970 à Paarl et mort le 6 septembre 2019 au Cap, est un joueur sud-africain de rugby à XV, évoluant au poste d'ailier (1,72 m pour 81 kg) au sein de l'équipe nationale entre 1991 et 2000. Il a aussi joué pour la Western Province dans la Currie Cup.

## Biographie
Chester Williams fut le troisième joueur de couleur à jouer en test-match pour les Springboks, après Errol Tobias et son oncle Avril Williams au début des années 1980, et le premier à être appelé à la suite de l'abolition du régime d'apartheid. Williams était le seul joueur non-blanc de l'effectif sud-africain victorieux lors de la Coupe du monde 1995. Son intégration dans l'équipe et surtout l'image de Nelson Mandela portant le maillot du capitaine sud-africain Francois Pienaar après la victoire en finale contre la Nouvelle-Zélande restent deux images fortes de cette compétition.
Deux blessures au genou, en 1996 et en 1997, ont freiné sa carrière chez les Boks qui a pris fin en 2000 face au pays de Galles à Cardiff. Il a finalement inscrit 14 essais lors de ses 27 sélections.
Dans son autobiographie sortie en 2002, il a évoqué ses relations avec ses coéquipiers de l'équipe nationale, certains l'évitant, d'autres, comme James Small, utilisant des mots racistes à son égard.
Depuis la fin de sa carrière professionnelle, Chester Williams s'est reconverti en tant qu'entraîneur. Après la  Coupe du monde 2007, il postule au poste d'entraîneur des Springboks, mais c'est Peter de Villiers qui est nommé.
Il entraîne en 2008 l'équipe des Emerging Springboks, réserve de l'équipe nationale. Cette dernière est invitée à disputer la Coupe des nations dans le cadre de l'édition 2008 (en), succédant ainsi à Peter de Villiers. Les Sud-Africains, champions en titre, remportent à nouveau la compétition.
Il meurt le 6 septembre 2019 à l'âge de 49 ans d'une crise cardiaque.

## Carrière de joueur

### En province
- Western Province jusqu'en 1998 (62 matchs, 39 essais)
- Golden Lions 1999 (23 matchs, 11 essais)
- Cats 2000 (20 matchs, 7 essais)

### Avec les Springboks
- Chester Williams connaît sa première sélection le 13 novembre 1993 contre les Pumas, au cours de laquelle il inscrit un essai. C'est lors de la coupe du Monde de rugby à XV 1995 qu'il devient célèbre et reconnu comme l'un des meilleurs finisseurs de la planète.
- Rapide, il inscrit quatre essais lors de son premier match de la compétition face aux Samoa Occidentales. Par la suite il se mesurera avec efficacité face aux meilleurs ailiers de l'époque tel le Français Émile Ntamack et surtout le All Black Jonah Lomu.

Par la suite, on ne revoit plus Chester Williams sous le maillot sud-africain jusqu'en 1998 pour cause de blessure au genou.
Il fait un retour triomphant en 2000, notamment lors du tri-nations face à la Nouvelle-Zélande et surtout face à Jonah Lomu, à l'Ellis Park de Johannesburg, rencontre durant laquelle il marquera un essai. Mais il ne pourra empêcher la victoire australienne à Durban une semaine plus tard (18-19), ces derniers remportant leur premier tri-nations. 
Cette même année, sa carrière internationale se termine avec une dernière victoire sur le pays de Galles à Cardiff, sur le score de 23 à 13.

## Palmarès

### Avec les Springboks
- 27 sélections
- 14 essais (70 points)
- Sélections par année : 1 en 1993, 9 en 1994, 6 en 1995, 2 en 1998, 9 en 2000.

### Coupe du monde
- 1995 : champion du monde, 3 sélections (Samoa, France, All Blacks). Initialement Chester Williams devait faire partie de l'équipe sud-africaine mais une blessure à quelques jours du début de la compétition le contraint à laisser sa place à Pieter Hendriks. Ce même joueur sera suspendu 90 jours pour brutalité lors d'un des matches de poules, permettant ainsi le rappel de l'ailier métis pour les quarts de finale. Ses quatre essais face aux Samoa lors de son retour légitimèrent sa titularisation.

### Autres sélections
- International de rugby à 7 de 1993 à 1998 (participation à la coupe du monde 1997 en Argentine).
- International Springboks A (en 1993).

## Carrière d'entraîneur
- 2001-2003 : Équipe d'Afrique du Sud de rugby à sept
- 2004-2005: Cats (Currie Cup)
- 2006-2007 : Ouganda ()
- Octobre 2006-juin 2007 : Pumas (Currie Cup)
- 2007 : Tunisie ()
- septembre 2009 : Boland Cavaliers (Currie Cup)
- 2012-2013 : Timișoara Saracens